# Tombeaux : Autobiographie de ma famille
Tombeaux : Autobiographie de ma famille est un essai de l'historienne française Annette Wieviorka, publié en 2022 aux éditions du Seuil.

## Synopsis
À l'occasion du premier confinement dû à la pandémie de Covid-19, et en réponse à la mort d'une tante et d'un cousin sans descendance, l'historienne Annette Wieviorka, spécialiste de la Shoah, retrace le parcours de ses grands-parents paternels, les Wieviorka, et maternels, les Perelman, ainsi que celui de leurs enfants. À partir de témoignages, de mémoires et d'archives, elles relate la vie parisienne de ces deux familles de Juifs polonais qui ont émigré dans les années 1920, puis la guerre, la fuite pour échapper aux rafles, la Shoah, et pour ceux qui y survivent, l'après-guerre immédiat.

## Réception critique
Dans Télérama, qui attribue quatre « T » à l'ouvrage, Valérie Lehoux voit « un tourbillon narratif brillant » dans lequel l'historienne fait page après page le récit des familles Perelman et Wieviorka, et en creux se dévoile elle-même. Frédérique Roussel et Jean-Louis Jeannelle, respectivement dans Libération et Le Monde, témoignent d'une difficulté initiale à se repérer dans la dense valse des noms, mais bientôt, « la familiarité s'épanouit et s'apparente à celle que l'on peut entretenir avec des personnages de romans » (Frédérique Roussel),.
Par-delà l'autobiographie et l'hommage familial, les parcours croisés des deux familles viennent éclairer la vie juive parisienne de l'entre-deux-guerres, « où s'opposent religion et assimilation, bundistes et communistes » et où se mêlent français et yiddish, notamment au travers de la cantine ouverte rue d'Ulm par Wolf et Guitele Wieviorka et qui accueille « l'intelligentsia juive fauchée »,,. Pages « passionnantes » que celles « consacrées à l’immigration de ces Juifs polonais », écrit Martine Floch dans Allemagne d'aujourd'hui.
L'ouvrage se fait témoignage historique, encore, lorsqu'il revient sur les trajectoires individuelles des Perelman et Wieviorka durant l'exil que provoque l'occupation nazie, ainsi que l'écrit Jean-Louis Jeannelle : « L’historienne interroge la vie de ses proches, tous confrontés à des choix dont ils ne pouvaient mesurer les conséquences, afin d’éclairer de l’intérieur la cruauté du destin qui condamna ceux ayant préféré, en 1942, rester à Nice et sauva ceux ayant opté pour la Suisse. »
Frédérique Roussel et Jean-Louis Jeannelle soulignent l'omniprésence bienvenue, dans le récit, des écrits du grand-père paternel de l'auteure, Wolf Wieviorka, nouvelliste et journaliste, assassiné à Auschwitz en 1945,.
Tombeaux se conclut par l'évocation de l'avortement clandestin de Berthe Berneman, née Perelman, en 1946, qui conduit en prison femmes ayant avorté, médecins et proches. Il fait dire à l'auteure : « La République qui marque le retour à la liberté d’être Juif ou de ne pas l’être […] ne rompt pas avec l’ordre moral. […] Elle s'immisce dans leurs corps. Dans ce domaine, il n’y a pas rupture, mais continuité aggravée,. »
Les critiques s'accordent sur la sensibilité de l'écriture d'Annette Wieviorka, dont l'intimité du récit s'accompagne d'une rigueur documentaire source d'une grande richesse en détails ; un « exercice virtuose d'égo-histoire » selon L'Histoire,,,.
L'historienne reçoit le prix Femina « Essai » pour Tombeaux.